# Karlovka
Karlovka je vesnice, část obce Velká Bukovina v okrese Děčín. Nachází se asi 1,5 km na severovýchod od Velké Bukoviny. Prochází zde silnice II/263. Je zde evidováno 51 adres. V roce 2011 zde trvale žilo 34 obyvatel.
Karlovka je také název katastrálního území o rozloze 3 km2.

## Historie
Nejstarší písemná zmínka pochází z roku 1833. Do roku 1946 nesla obec název Karlsthal.

## Obyvatelstvo
|                                                                         | 1869 | 1880 | 1890 | 1900 | 1910 | 1921 | 1930 | 1950 | 1961 | 1970 | 1980 | 1991 | 2001 | 2011 |
| ----------------------------------------------------------------------- | ---- | ---- | ---- | ---- | ---- | ---- | ---- | ---- | ---- | ---- | ---- | ---- | ---- | ---- |
| Obyvatelé                                                               | 356  | 316  | 261  | 269  | 268  | 277  | 266  | 113  | 105  | 65   | 44   | 22   | 20   | 34   |
| Domy                                                                    | 67   | 35   | 68   | 68   | 65   | 64   | 62   | 51   | .    | 20   | 14   | 9    | 31   | 31   |
| Počet domů z roku 1961 je zahrnut v domech místní části Velká Bukovina. |      |      |      |      |      |      |      |      |      |      |      |      |      |      |